# Меканіквілл (Нью-Йорк)
Меканіквілл (англ. Mechanicville) — місто (англ. city) в США, в окрузі Саратога штату Нью-Йорк. Населення — 5163 особи (2020).

## Географія
Меканіквілл розташований за координатами 42°54′15″ пн. ш. 73°41′21″ зх. д. / 42.90417° пн. ш. 73.68917° зх. д. (42.904184, -73.689029).  За даними Бюро перепису населення США в 2010 році місто мало площу 2,38 км², з яких 2,18 км² — суходіл та 0,20 км² — водойми.

## Демографія
Згідно з переписом 2010 року, у місті мешкало 5196 осіб у 2343 домогосподарствах у складі 1264 родин. Густота населення становила 2182 особи/км².  Було 2535 помешкань (1064/км²).
Расовий склад населення:
| - 95,3 % — білих - 1,0 % — азіатів - 0,8 % — чорних або афроамериканців - 0,2 % — корінних американців |

До двох чи більше рас належало 2,2 %. Частка іспаномовних становила 2,5 % від усіх жителів.
За віковим діапазоном населення розподілялося таким чином: 23,7 % — особи молодші 18 років, 60,7 % — особи у віці 18—64 років, 15,6 % — особи у віці 65 років та старші. Медіана віку мешканця становила 34,7 року. На 100 осіб жіночої статі у місті припадало 87,0 чоловіків;  на 100 жінок у віці від 18 років та старших — 81,0 чоловіків також старших 18 років.
Середній дохід на одне домашнє господарство  становив 52 646 доларів США (медіана — 41 042), а середній дохід на одну сім'ю — 68 078 доларів (медіана — 65 944). Медіана доходів становила 48 705 доларів для чоловіків та 38 458 доларів для жінок. За межею бідності перебувало 16,3 % осіб, у тому числі 24,4 % дітей у віці до 18 років та 9,4 % осіб у віці 65 років та старших.
Цивільне працевлаштоване населення становило 2422 особи. Основні галузі зайнятості: освіта, охорона здоров'я та соціальна допомога — 23,5 %, роздрібна торгівля — 18,0 %, публічна адміністрація — 10,1 %, мистецтво, розваги та відпочинок — 9,7 %.